# Emplocia lassippa
Emplocia lassippa là một loài bướm đêm trong họ Geometridae.